# Club Atlético River Plate 1919
Questa voce raccoglie le informazioni riguardanti il Club Atlético River Plate nelle competizioni ufficiali della stagione 1919.

## Stagione
Il calcio argentino esperì una seconda divisione tra campionati, dopo quella avvenuta nel 1912. La Federazione allora esistente espulse 13 squadre dal torneo nazionale dopo otto giornate, e si formarono così due associazioni, che organizzarono due manifestazioni separate. Il River prese parte a quello creato dalla Asociación Amateurs de Football, terminando al terzo posto; in precedenza, aveva raggiunto la sesta posizione nel campionato ufficiale prima che venisse interrotto e in seguito annullato.

## Maglie e sponsor
| Casa |

## Rosa
| N. |                      | Ruolo | Calciatore            |
| -- | -------------------- | ----- | --------------------- |
|    | Argentina (bandiera) | P     | Juan Crotti           |
|    | Argentina (bandiera) | P     | Carlos Ísola          |
|    | Argentina (bandiera) | D     | Pedro Calneggia       |
|    | Argentina (bandiera) | D     | Arturo Chiappe        |
|    | Argentina (bandiera) | D     | Pedro Choperena       |
|    | Argentina (bandiera) | D     | Emilio Solari         |
|    | Argentina (bandiera) | C     | Demóstenes Gaete      |
|    | Argentina (bandiera) | C     | Cándido García        |
|    | Argentina (bandiera) | C     | Fernando Roldán       |
|    | Argentina (bandiera) | C     | Heriberto Simmons     |
|    | Argentina (bandiera) | C     | Pablo Simona          |
|    | Argentina (bandiera) | C     | Roberto Taramasso     |
|    | Argentina (bandiera) | C     | Pedro Veloso          |
|    | Argentina (bandiera) | A     | Antonio Ameal Pereyra |
|    | Argentina (bandiera) | A     | Víctor Bonadeo        |

| N. |                      | Ruolo | Calciatore         |
| -- | -------------------- | ----- | ------------------ |
|    | Argentina (bandiera) | A     | José Cafiero       |
|    | Argentina (bandiera) | A     | Enrique Gainzarain |
|    | Argentina (bandiera) | A     | Luis Galeano       |
|    | Argentina (bandiera) | A     | José Laiolo        |
|    | Argentina (bandiera) | A     | Santiago Mantero   |
|    | Argentina (bandiera) | A     | E. Medina          |
|    | Argentina (bandiera) | A     | Emilio Medone      |
|    | Argentina (bandiera) | A     | Santiago Ortelli   |
|    | Argentina (bandiera) | A     | F. Ravigna         |
|    | Argentina (bandiera) | A     | Héctor Rivas       |
|    | Argentina (bandiera) | A     | Nicolás Rofrano    |
|    | Argentina (bandiera) | A     | P. Sabattini       |
|    | Argentina (bandiera) | A     | S. Tomaselli       |
|    | Argentina (bandiera) | A     | José Ventura       |

## Statistiche

### Statistiche di squadra
| Competizione     | Punti | Totale | Totale | Totale | Totale | Totale | Totale | DR |
| Competizione     | Punti | G      | V      | N      | P      | Gf     | Gs     | DR |
| ---------------- | ----- | ------ | ------ | ------ | ------ | ------ | ------ | -- |
| Primera División | 16    | 13     | 6      | 4      | 3      | 16     | 11     | +5 |
| Totale           | -     |        |        |        |        |        |        | -  |